# هم‌نوا با بم
هم نوا با بم نام یک آلبوم تصویری در موسیقی سنتی ایرانی است با صدای محمدرضا شجریان و هم‌خوانی همایون شجریان است که در سال ۱۳۸۲ برگزار شد. این آلبوم مربوط به کنسرتی با همین نام می‌باشد. دلیل اجرای کنسرت هم‌نوا با بم، کمک به زلزله‌زدگان شهر بم و همدلی و هم‌دردی با مردم شهر بم بود.

## شرح
قسمت اول این آلبوم در دستگاه نوا و کرد بیات و قسمت دوم آن در دستگاه راست‌پنجگاه اجرا شده‌است.

### هنرمندان
- آواز: محمدرضا شجریان
- تار: حسین علیزاده
- کمانچه: کیهان کلهر
- تنبک و آواز: همایون شجریان
- عکس: حسن سربخشیان
- طراح گرافیک: مژگان شجریان

### فهرست آهنگ‌ها
- پشت صحنه

1. تصنیف امان از این دل
2. تمرین گروهی

- بخش اول (نوا و کرد بیات)

1. ساز و آواز (غزل مولانا)
2. قطعات ضربی و تصانیف
3. آواز کردبیات (غزل سایه)
4. تصنیف دل دیوانه (شعر از باباطاهر)
5. هم آوازی مثنوی (شعر از عطار)
6. تصنیف بی همگان (غزل مولانا)
7. مصاحبه با تماشاگران

- بخش دوم (راست پنجگاه)

1. مقدمه
2. ساز و آواز (شعر از سعدی)
3. ضربی نغمه
4. تصنیف سمن بویان (شعر از حافظ)
5. قطعهٔ نیریز و آواز (شعر حافظ)، چهارمضراب دشتی
6. تصنیف فریاد (شعر از اخوان ثالث)
7. هم آوازی (شعر از باباطاهر)
8. تصنیف بوسه‌های باران (شعر از شفیعی کدکنی)
9. تصنیف مرغ سحر (شعر از ملک الشعرا بهار)
10. مصاحبه مطبوعاتی